# 狭叶并齿藓
狭叶并齿藓（学名：Tetraplodon angustatus）为壶藓科并齿藓属下的一个种。